# Huống Thượng
Huống Thượng là một xã thuộc thành phố Thái Nguyên, tỉnh Thái Nguyên, Việt Nam.

## Địa lý
Xã Huống Thượng nằm ở phía đông thành phố Thái Nguyên, có vị trí địa lý:
- Phía đông giáp huyện Đồng Hỷ
- Phía tây giáp phường Gia Sàng và phường Túc Duyên với ranh giới là sông Cầu
- Phía nam giáp phường Cam Giá và xã Đồng Liên
- Phía bắc giáp xã Linh Sơn.

Xã Huống Thượng có diện tích 8,15 km², dân số năm 2016 là 6.490 người, mật độ dân số đạt 796 người/km².
Sông Cầu chảy men theo phía nam xã có đập Huống chắn ngang sông.

## Lịch sử
Xã Huống Thượng trước đây vốn thuộc huyện Đồng Hỷ. Vào thế kỷ 19, huyện lỵ Đồng Hỷ được đặt ở xã Huống Thượng.
Ngày 18 tháng 8 năm 2017, toàn bộ diện tích và dân số của xã Huống Thượng được sáp nhập vào thành phố Thái Nguyên như hiện nay.

## Hành chính
Xã Huống Thượng được chia thành 10 xóm: Bầu, Cậy, Đảng, Già, Gò Chè, Hóc, Huống Trung, Sộp, Thông, Trám.

## Di tích
Trên địa bàn xã Huống Thượng có di tích Chùa Huống thuộc xóm Cậy.